# Orhan-Kemal-Literaturpreis
Der Orhan-Kemal-Literaturpreis für Romane (türkisch Orhan Kemal Roman Armağanı) ist ein Literaturpreis der Türkei. Er wurde zum ersten Mal 1972 vergeben und trägt den Namen des türkischen Schriftstellers Orhan Kemal (1914–1970).
Ausrichter ist das Orhan-Kemal-Kulturzentrum (türkisch Orhan Kemal Kültür Merkezi). Der derzeitigen Jury gehören an: Erendiz Atasü, Ataol Behramoğlu, Çimen Günay Erkol, Mehmet Nuri Gültekin, Nazim Kemal Öğütçü, Adnan Özyalçıner und Tahir Şilkan (Stand 2019).

## Preisträger
Folgende Schriftsteller wurden mit dem Preis ausgezeichnet:
- 1972: Yılmaz Güney für Boynu Bükük Öldüler
- 1973: Çetin Altan für Büyük Gözaltı
- 1974: Sevgi Soysal für Yenişehir'de Bir Öğle Vakti
- 1975: Erdal Öz für Yaralısın
- 1976: Vedat Türkali für Bir Gün Tek Başına
- 1977: Hasan İzzettin Dinamo für Kutsal Barış
- 1978: Fakir Baykurt für Kara Ahmet Destanı
- 1979: Mehmet Başaran für Mehmetçik Mehmet
- 1980:	Adalet Ağaoğlu für Bir Düğün Gecesi
- 1981: keine Verleihung
- 1982:	Rıfat Ilgaz für Yıldız Karayel
- 1983: Orhan Pamuk für Cevdet Bey ve Oğulları
- 1984: Tarık Dursun K. für	Kurşun Ata Ata Biter
- 1985:	Mehmet Eroğlu für Geç Kalmış Ölü ve Issızlığın Ortasında
- 1986:	Yaşar Kemal	für Kale Kapısı
- 1987:	Şemsettin Ünlü für Yukarı Şehir
- 1988:	Ahmet Yurdakul für Kahramanlar Ölmeli
- 1989:	Samim Kocagöz für Eski Toprak
- 1990: Demir Özlü für Bir Yaz Mevsimi Romansı
- 1991: Peride Celal für Kurtlar
- 1992:	Talip Apaydın für Köylüler
- 1993:	Tahsin Yücel für Peygamberin Son Beş Günü
- 1994:	Faik Baysal für Sarduvan
- 1995:	Necati Cumalı für Viran Dağlar
- 1996:	Erendiz Atasü für Dağın Öteki Yüzü
- 1997:	Yıldırım Keskin für Ölümü Bekleyen Kent
- 1998:	Kemal Bekir	für Hücre 1952
- 1999:	Ahmet Karcılılar für Yağmur Hüznü
- 2000:	Oktay Akbal für Bütün romanları
- 2001: Oya Baydar für Sıcak Külleri Kaldı
- 2002:	Selim İleri für Bu Yaz, Ayrıığın İlk Yazı Olacak
- 2003: Erhan Bener für İlişkiler
- 2004:	İnci Aral für Mor
- 2005:	Adnan Binyazar für Ölümün Gölgesi Yok
- 2006:	Hasan Ali Toptaş für Uykuların Doğusu
- 2007:	Hıfzı Topuz für Başın Öne Eğilmesin
- 2008: Ayşegül Devecioğlu für Ağlayan Dağ Susan Nehir
- 2009: Zülfü Livaneli für Son Ada
- 2010: Hidayet Karakuş für Şeytan Minareleri
- 2011:	Kâmuran Şipal für Sırrımsın Sırdaşımsın
- 2012: Yiğit Bener für Heyulanın Dönüşü
- 2013:	Hasan Özkılıç für Zahit
- 2014: Hamdi Koç für Çıplak ve Yalnız
- 2015: Hüsnü Arkan für Hırsız ve Burjuva
- 2016: İbrahim Yıldırım für Dokuzuncu Haşmet
- 2017: Gürsel Korat für Unutkan Ayna
- 2018: Seray Şahiner für Kul
- 2019: Faruk Duman für Sus Barbatus
- 2020: Ayhan Geçgin für Bir Dava